# Токарний верстат небес (фільм)
Токарний верстат небес (англ. The Lathe of Heaven) – науково-фантастичний фільм режисерів Девіда Локстона та Фреда Барзика, знятий за однойменним романом Урсули Ле Гуїн. Прем'єра фільму відбулася 09 січня 1980 року.

## Сюжет
Джордж Орр, тридцятидвохрічний мешканець Портленда, перебуває на обліку у Службі умовно-дострокового звільнення за порушення правил розподілу та користування рецептурними медикаментами. 
Задля уникнення кримінального переслідування він погоджується на добровільне лікування та отримує направлення до онейролога у клініку добровільної диспансеризації.
У бесіді з лікарем на ім’я Вільям Хабер, Орр пояснює, що причиною зловживання медикаментами є бажання позбутися снів. За словами Орра, його мрії, які він втілює у «ефективних» снах, змінюють реальність та він лякається наслідків цих змін. Хабер з’ясовує деталі та провадить експеримент, який підтверджує слова Орра.
Після цього, лікар пропонує Джорджу лікування, під час якого, за допомогою пристрою під назвою «аугментор», програмує його сни, маючи за мету змінити довколишній світ на краще. Проте зміни мають свій зворотній бік: при спробі зміни погодних умов постійний дощ зміняється нестерпною спекою, боязнь Орра перенаселення, перетворюється на загибель від епідемії трьох чвертей людства, намагання встановити мир на Землі обертається вторгненням інопланетян, а прагнення покласти край расизму створює світ, в якому всі люди мають однаковий сірий колір шкіри.
При цьому, Хабер збагачується, розбудовуючи й свою клініку та починає вважати Орра зобов’язаним брати участь в експериментах. Орр намагається вийти з програми лікування, або замінити лікаря, оскільки вважає, що Хабер використовує його в особистих цілях. До того ж він зауважує Хаберу, що спроби змінити світ можуть цей світ знищити. 
Тому Орр звертається за допомогою до адвокатки Хізер Лелеш, в яку невдовзі закохується.
Зі свого боку, Лелеш, вислухавши Орра, починає допомагати йому та відповідає взаємністю на його почуття.
Весь цей час Хабер вдосконалює аугментор та після завершення роботи, в ході чергового сеансу, намагається переконати Орра, що той вже не може бачити «ефективні» сновидіння. В цій реальності Орр втрачає Лелеш та засмучений повертається додому. Але під час сну знов змінює світ, в який повертаються кольори, та віднаходить Лелеш. 
Проте, за допомогою аугментора, змінити реальність намагається  Хабер. Це відчуває Орр, і дії Хабера зустрічають його протидію, в результаті чого реальність  в черговий раз змінюється. У ній Орр працює в антикварній крамниці, власником якої є інопланетянин. Орр зустрічає Лелеш, яка не пам’ятає його, але погоджується на побачення. Під час прогулянки вони бачать Хабера, який перебуває в інвалідному візку. Орр намагається поставити до нього питання, але санітарка відказує, що Хабер нічого не розуміє, оскільки збожеволів працюючи над науковим відкриттям.

## Номінації
Фільм отримав переважно схвальні відгуки. У 1981 році був представлений до нагороди премією Ґ'юго, як «Найкраща драматична презентація».